# Stereonephthya cordylophora
Stereonephthya cordylophora is een zachte koraalsoort uit de familie Alcyoniidae. De koraalsoort komt uit het geslacht Stereonephthya. Stereonephthya cordylophora werd in 1973 voor het eerst wetenschappelijk beschreven door Verseveldt. 